# Monte Grona
(Silvio Saglio, Guide dei Monti d'Italia, CAI-TCI 1948)
Il monte Grona, o più confidenzialmente la Grona, è una montagna delle Prealpi Luganesi alta 1.736 m s.l.m., situata nel territorio del comune di Plesio. Risalta, con le sue rocce calcaree, a sud della lunga dorsale del Monte Bregagno una catena montuosa sulla sponda occidentale del lago di Como.

Sebbene di modesta altezza, domina su tutto il centro del Lario ed anche su parte del Ceresio.

## Panorami
Il panorama che si gode dalla vetta è veramente notevole. Si vedono il centro e l'alto Lario, il Lago del Piano ed anche il ramo orientale del Ceresio.

A sud la Pianura Padana e le prealpi comasche: il Monte Galbiga, il Monte San Primo, i Corni di Canzo, la Grignetta e la Grigna. A est le Alpi Orobiche ed il Monte Legnone. A nord le imponenti cime delle Alpi Retiche della Valchiavenna e della Val Masino. Ad ovest il Monte Rosa spicca tra le cime delle Alpi.

## Rifugi

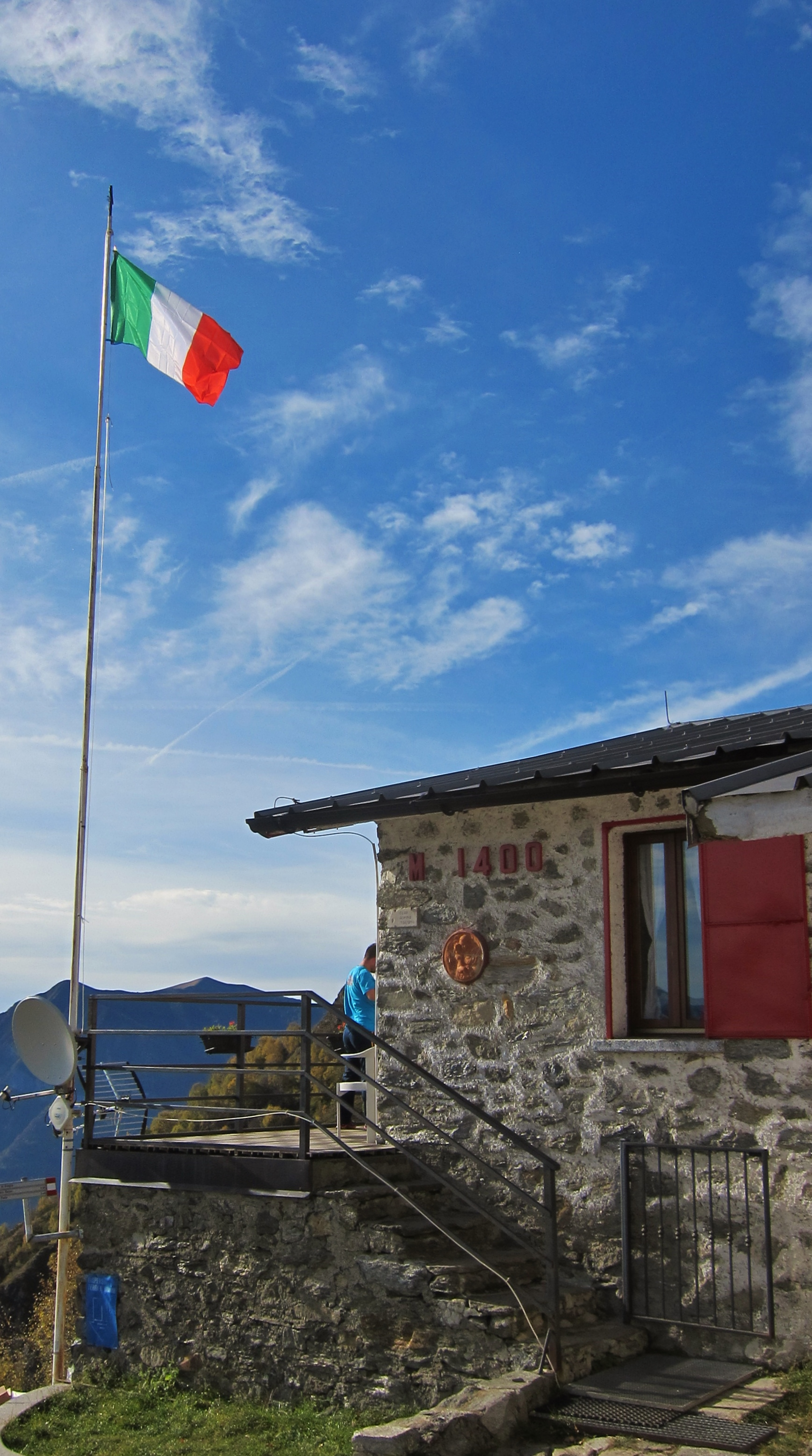
Il rifugio Menaggio

Il rifugio Menaggio sorge a 1383 m s.l.m. sul lato orientale delle cime rocciose del monte Grona.

Panorama d'infilata sul ramo di Lecco e sulla parte centrale del lago di Como.
Si tratta di un ottimo punto d'appoggio per le escursioni alla Grona ed al Bregagno.

Per la Grona si può scegliere tra la via ferrata, la via normale o la direttissima, percorsi piuttosto impegnativi sebbene sempre su roccette. La salita al monte Bregagno, pur essendo più lunga, non presenta particolari difficoltà.

## Sant'Amate
Nelle vicinanze di una fresca sorgente perenne, a 1623 m s.l.m., lungo il percorso che porta al Bregagno, si incontra la chiesetta di S. Amate, nella sella tra la Grona ed il Bregagnino (una vetta di 1905 m s.l.m. facente parte della dorsale del Bregagno).

## La linea della Grona
La "linea della Grona" è una faglia geologica inversa a basso angolo, di importanza regionale, molto inclinata ma parallela alla stratificazione e ad andamento est-ovest che mette in contatto il basamento cristallino settentrionale (Val Rezzo, Val Cavargna, Val Sanagra) con il terreno sedimentario meridionale (Monte Grona, Sasso San Martino, Monte Pidaggia, Valsolda) attraversando il comprensorio montano delle Alpi Lepontine.
Inizia a nord del monte Grona, alla Forcoletta, scende lungo la Val Sanagra oltrepassa la cima del Pidaggia a nord, attraversa il Sasso di Cusino e i Sassi della Porta e, oltrepassando il ponte Dovia raggiunge la Val Rezzo in corrispondenza del Passo Colmine per proseguire verso la Cima di Fojorina.
La linea permette di osservare rocce che cambiano rapidamente nell'arco di pochi metri.

## Galleria d'immagini

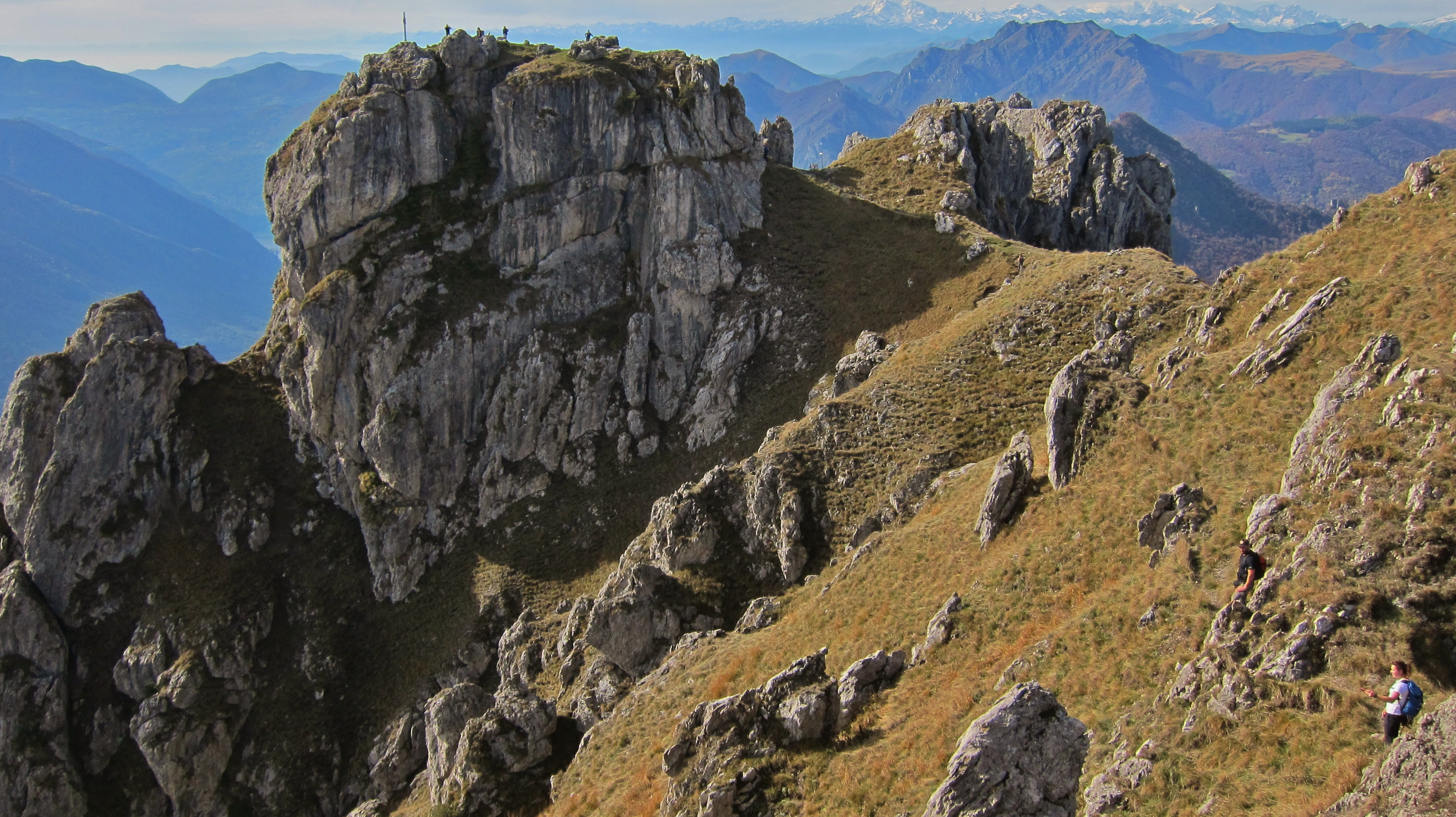
La vetta con la croce.
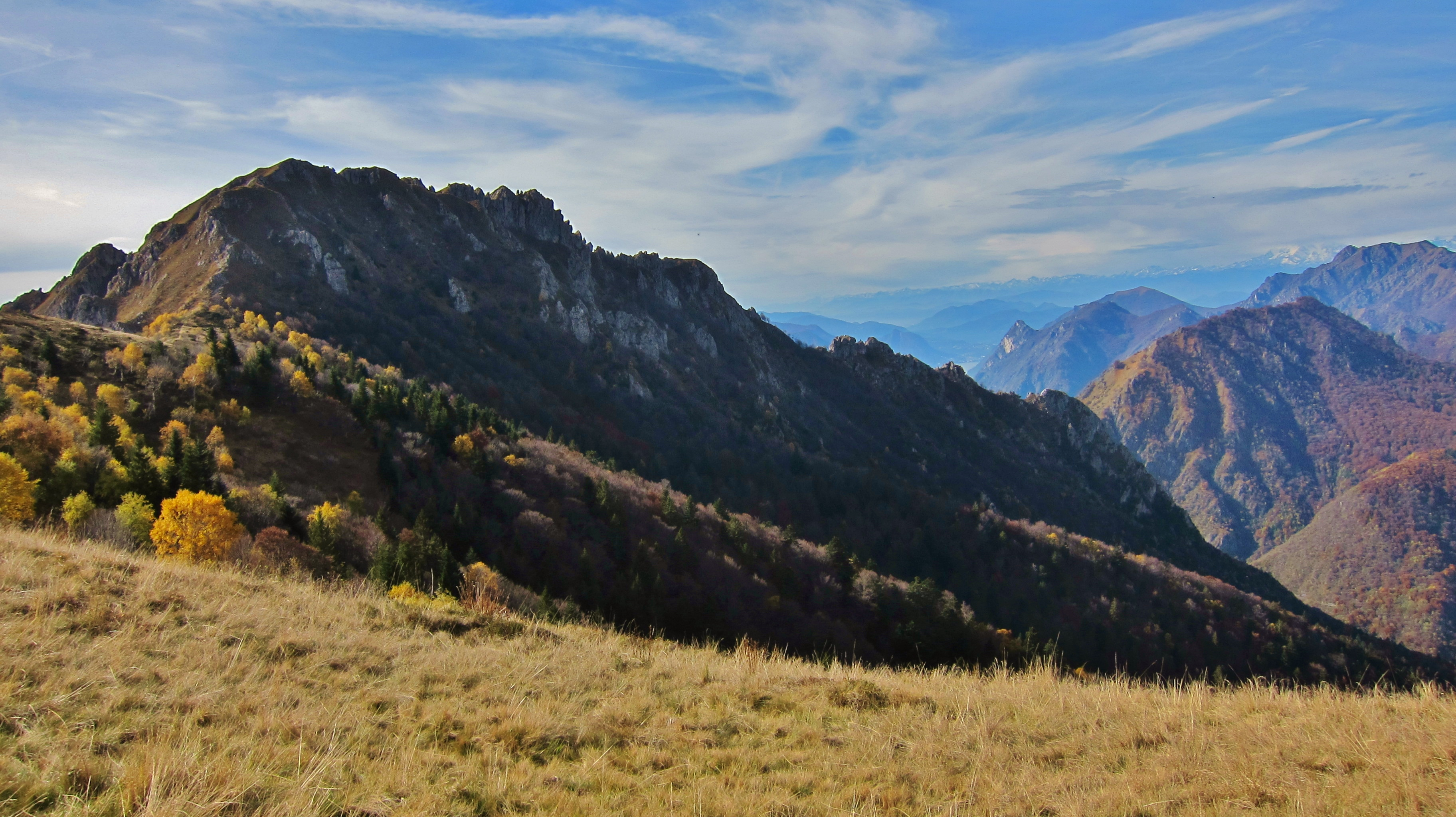
La parete nord della cresta.
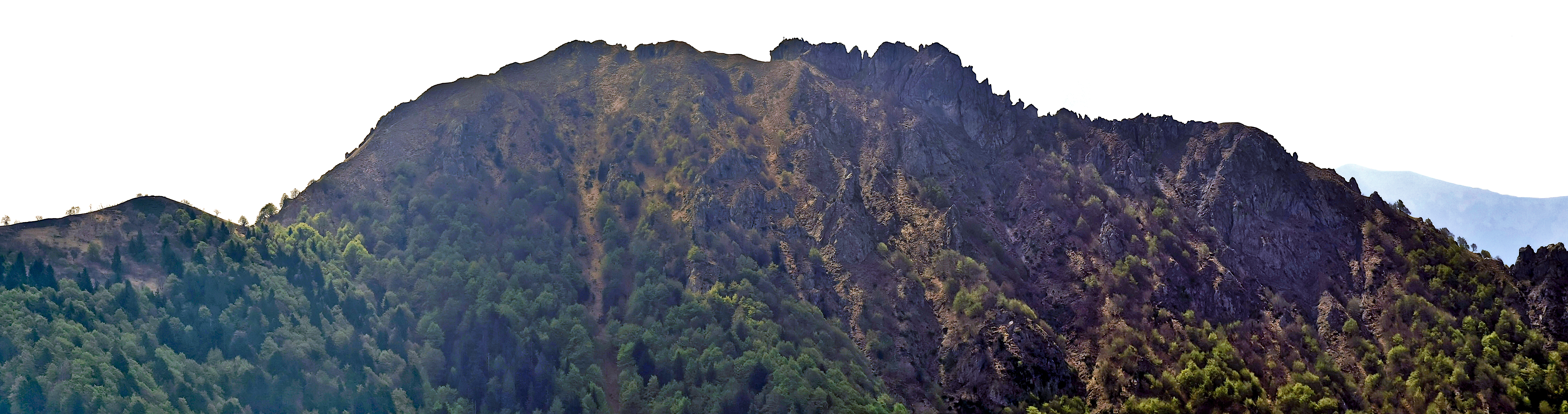
Parete nord dall'alpe Nesdale
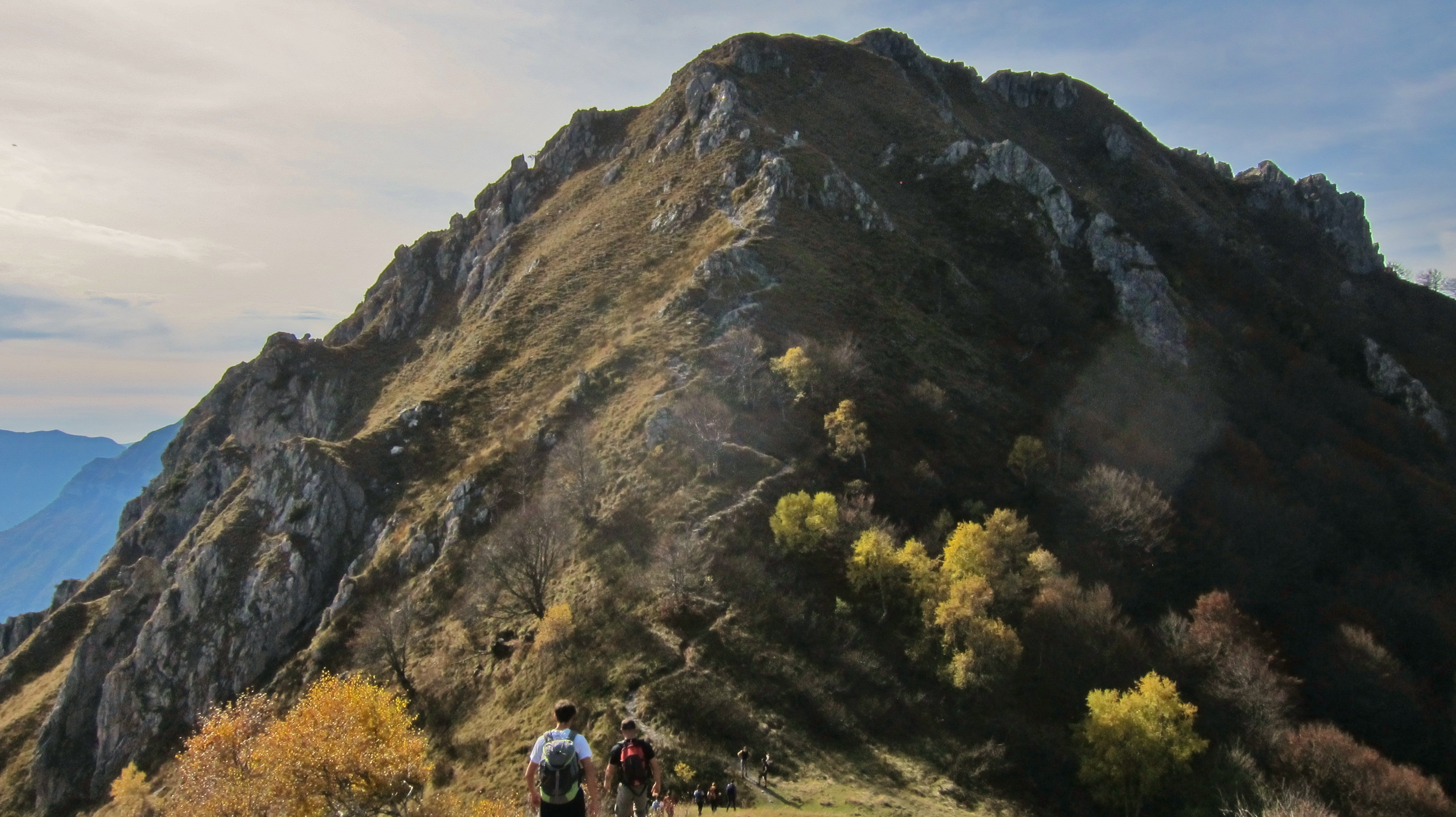
Il sentiero della Forcoletta.
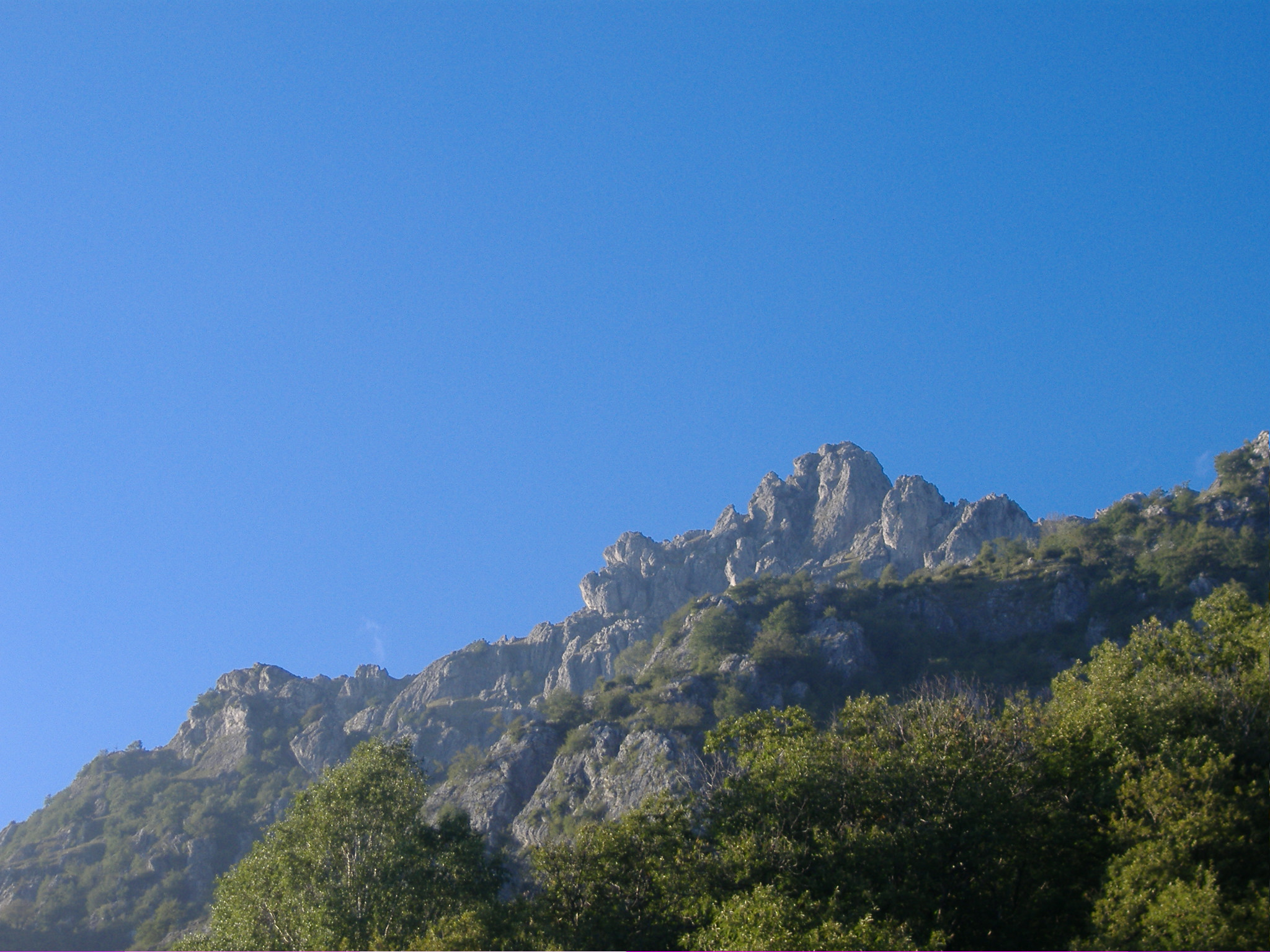
Versante sud da Ponte.
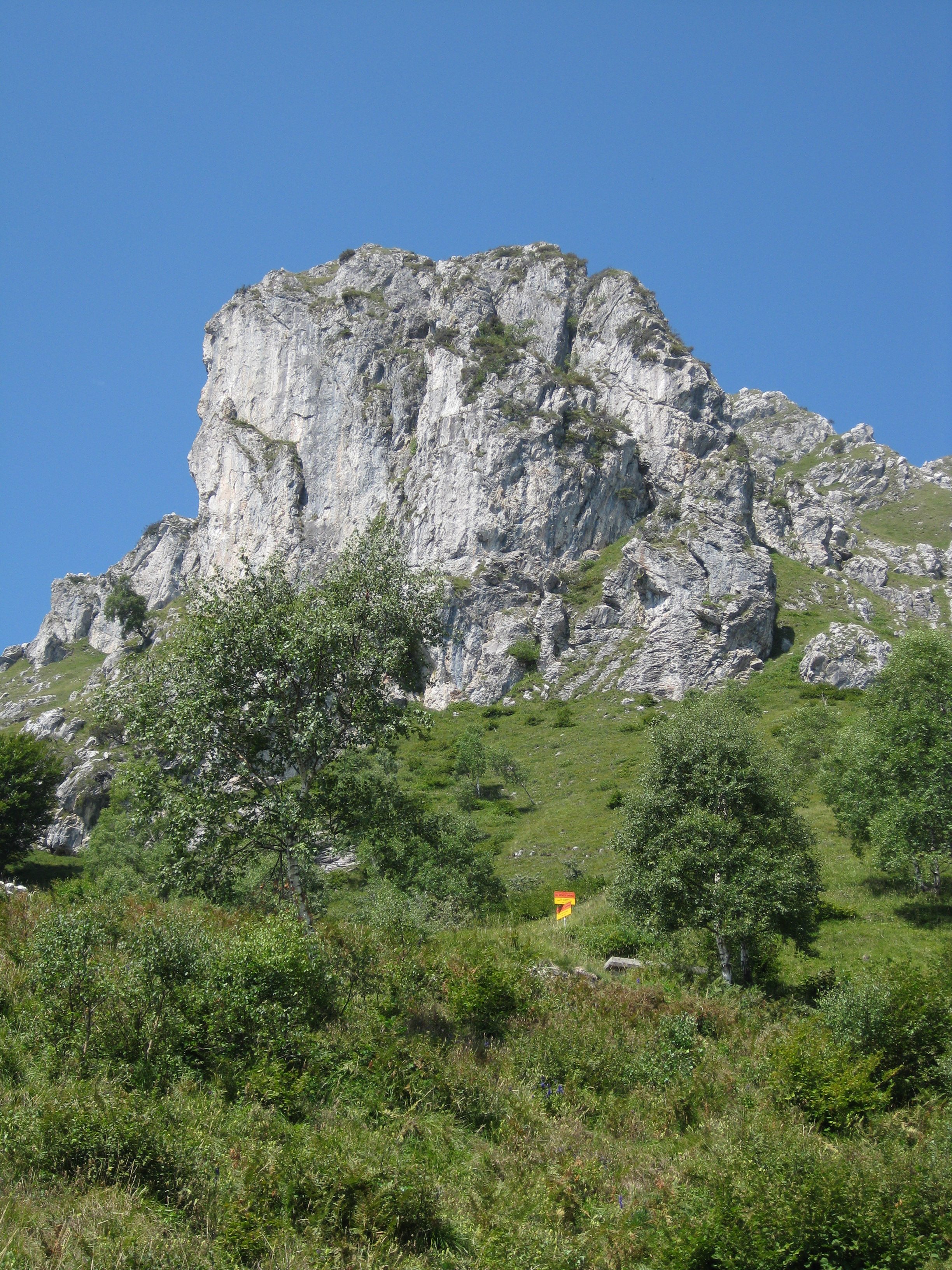
Il massiccio della cima visto da Sud.
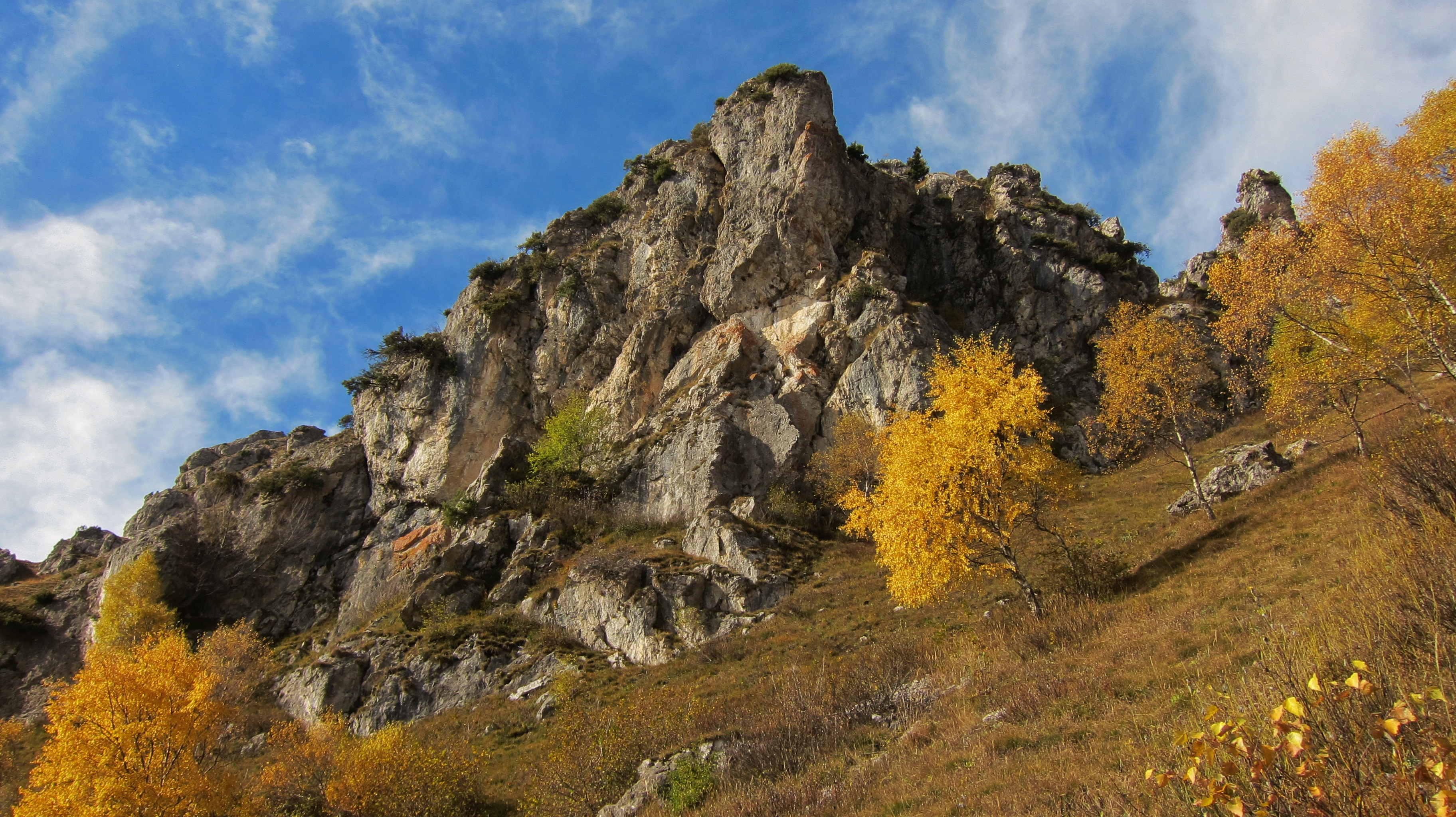
Parete sud-est della cresta in autunno.
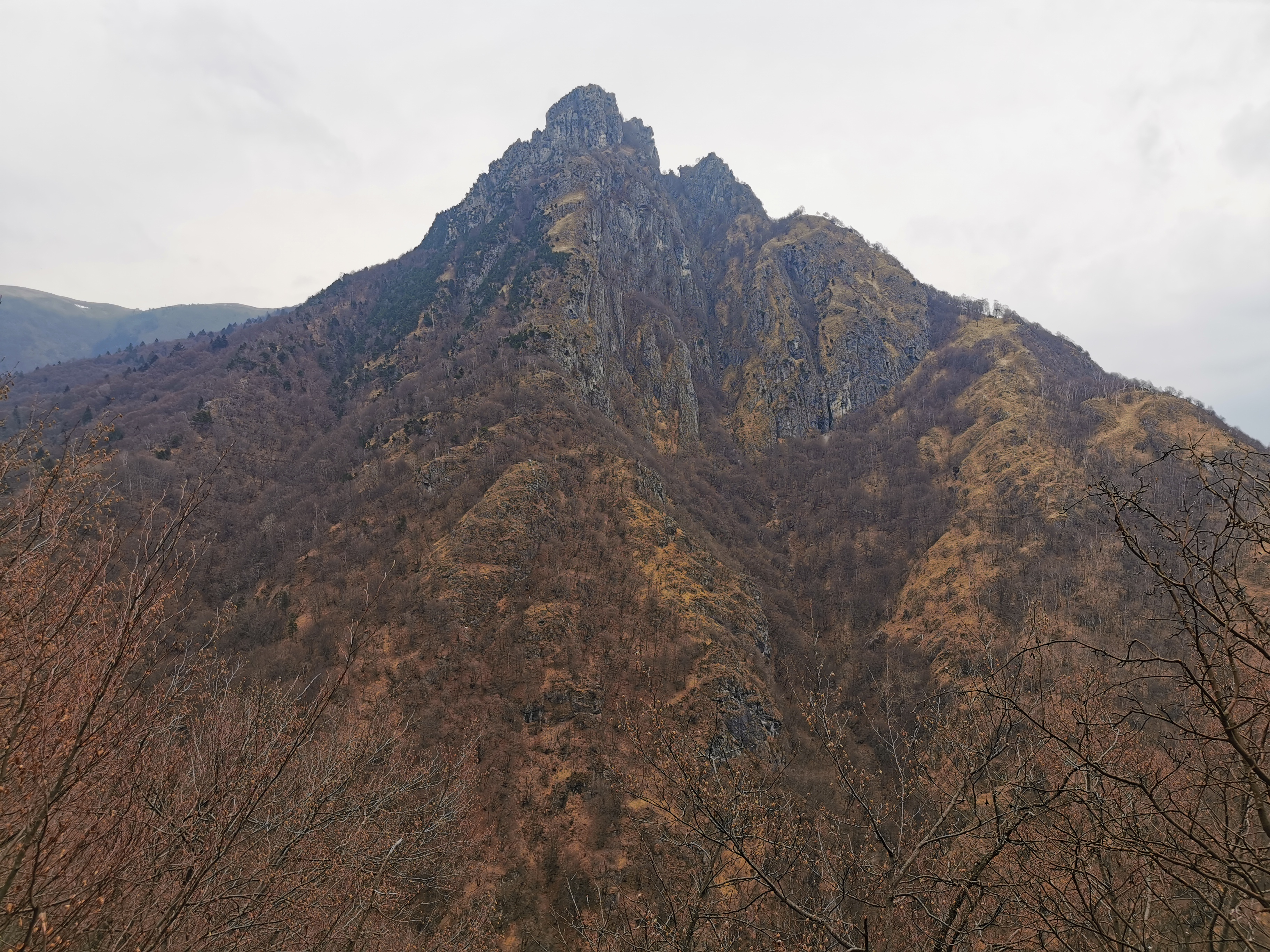
Versante est.
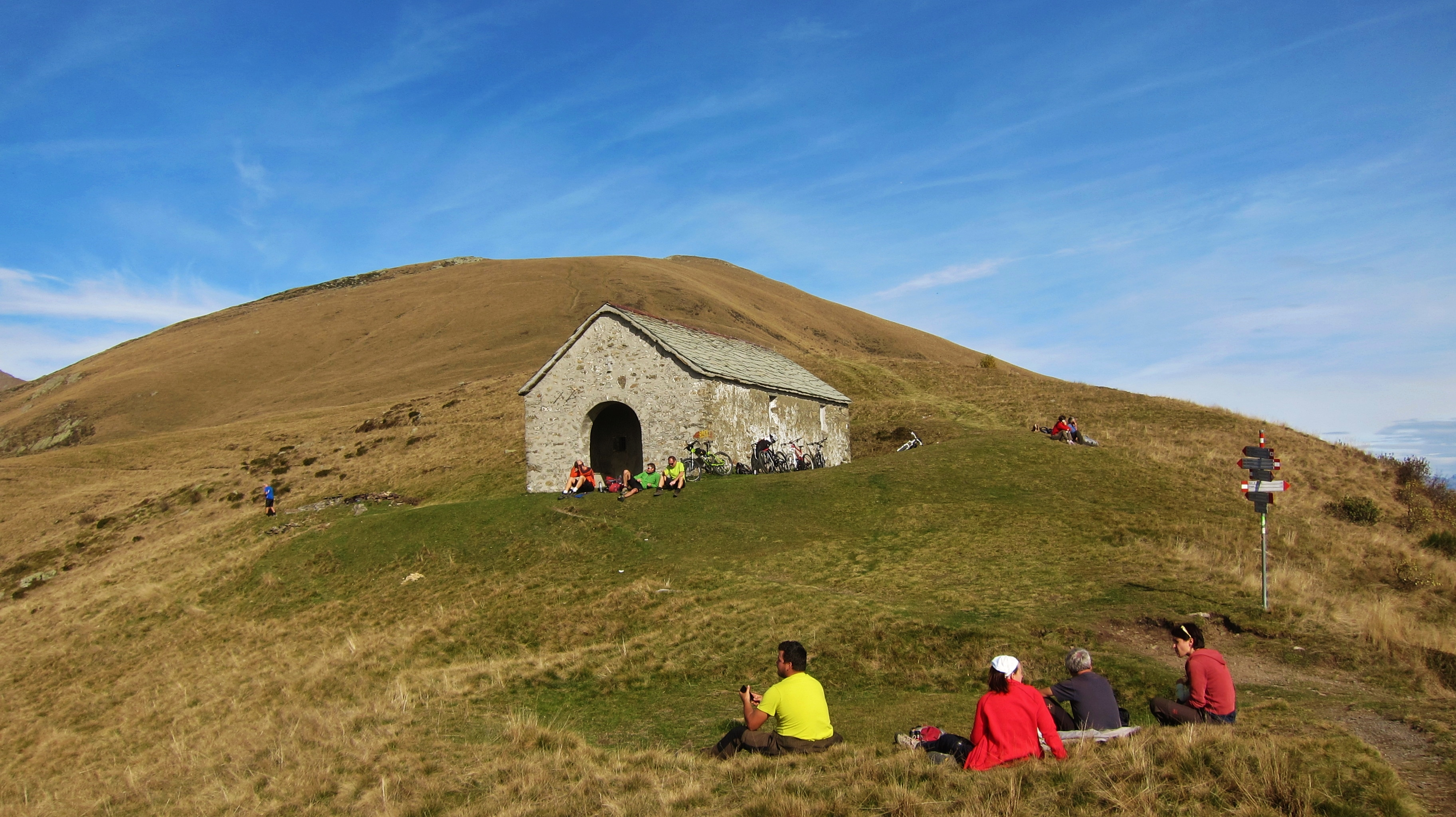
Chiesetta di sant'Amate tra Monte Grona e Bregagnino.
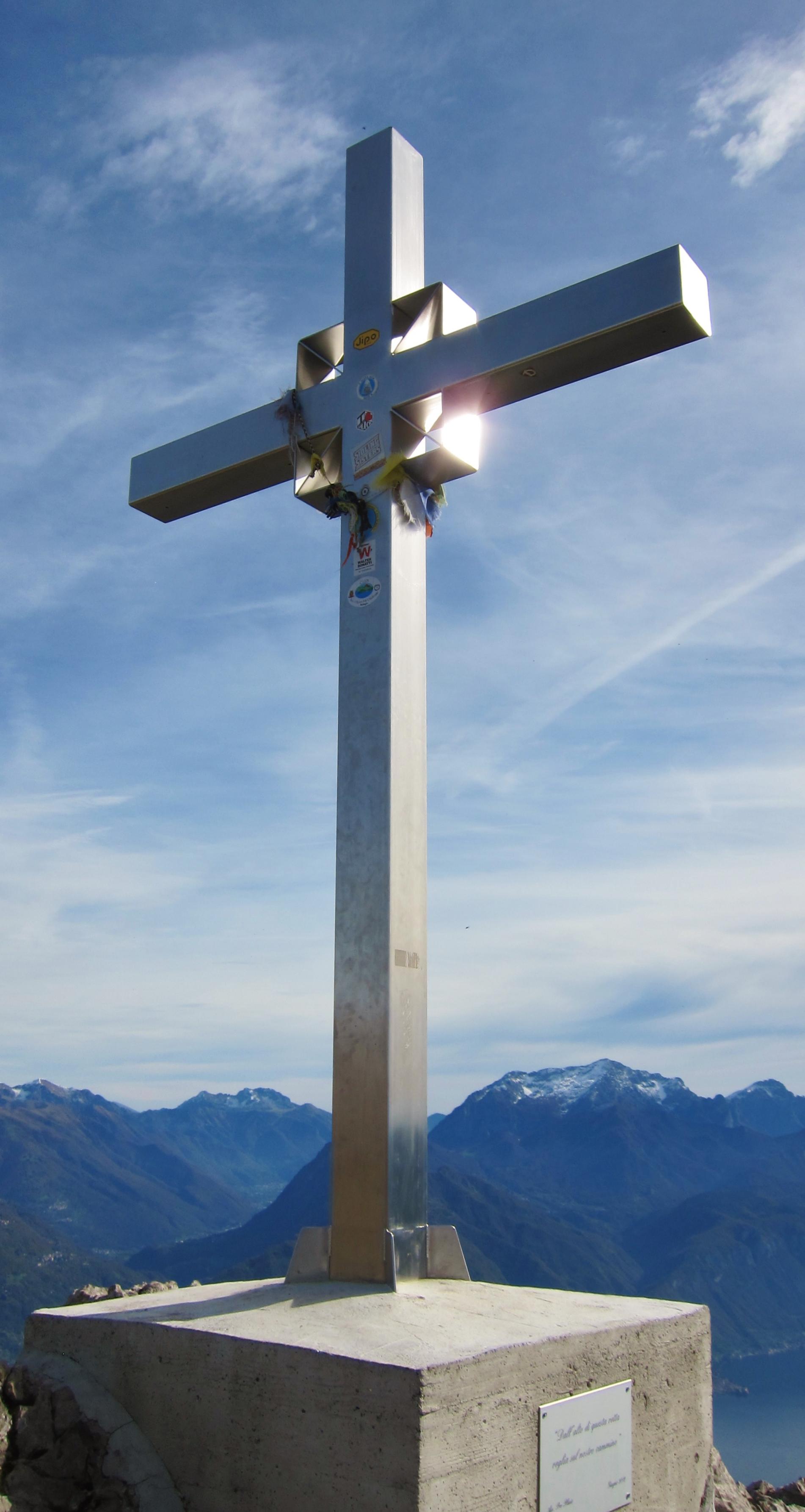
La croce sommitale.
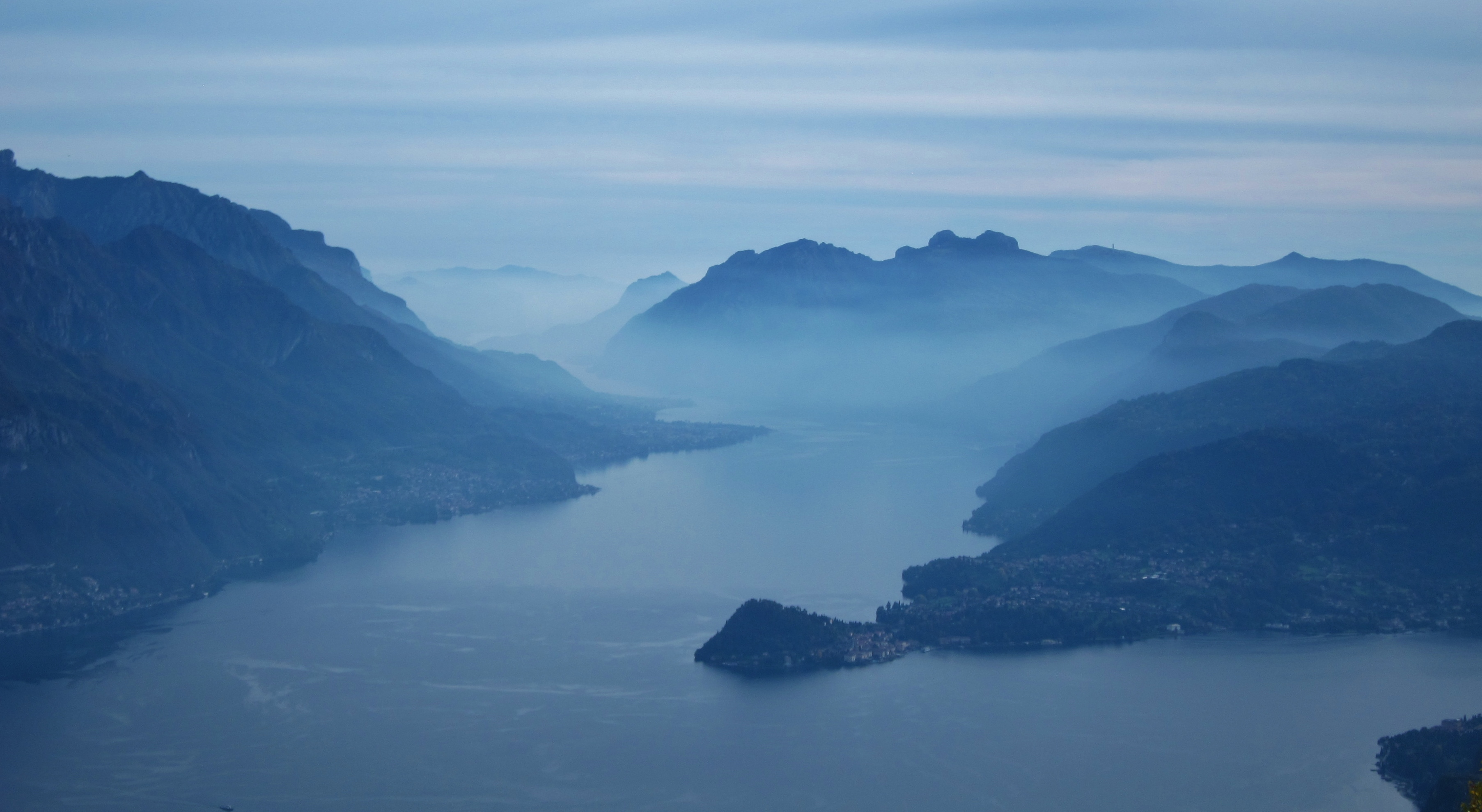
Panorama visto dal Monte Grona sul Lago di Como.